# Pfarrkirche Hohenweiler

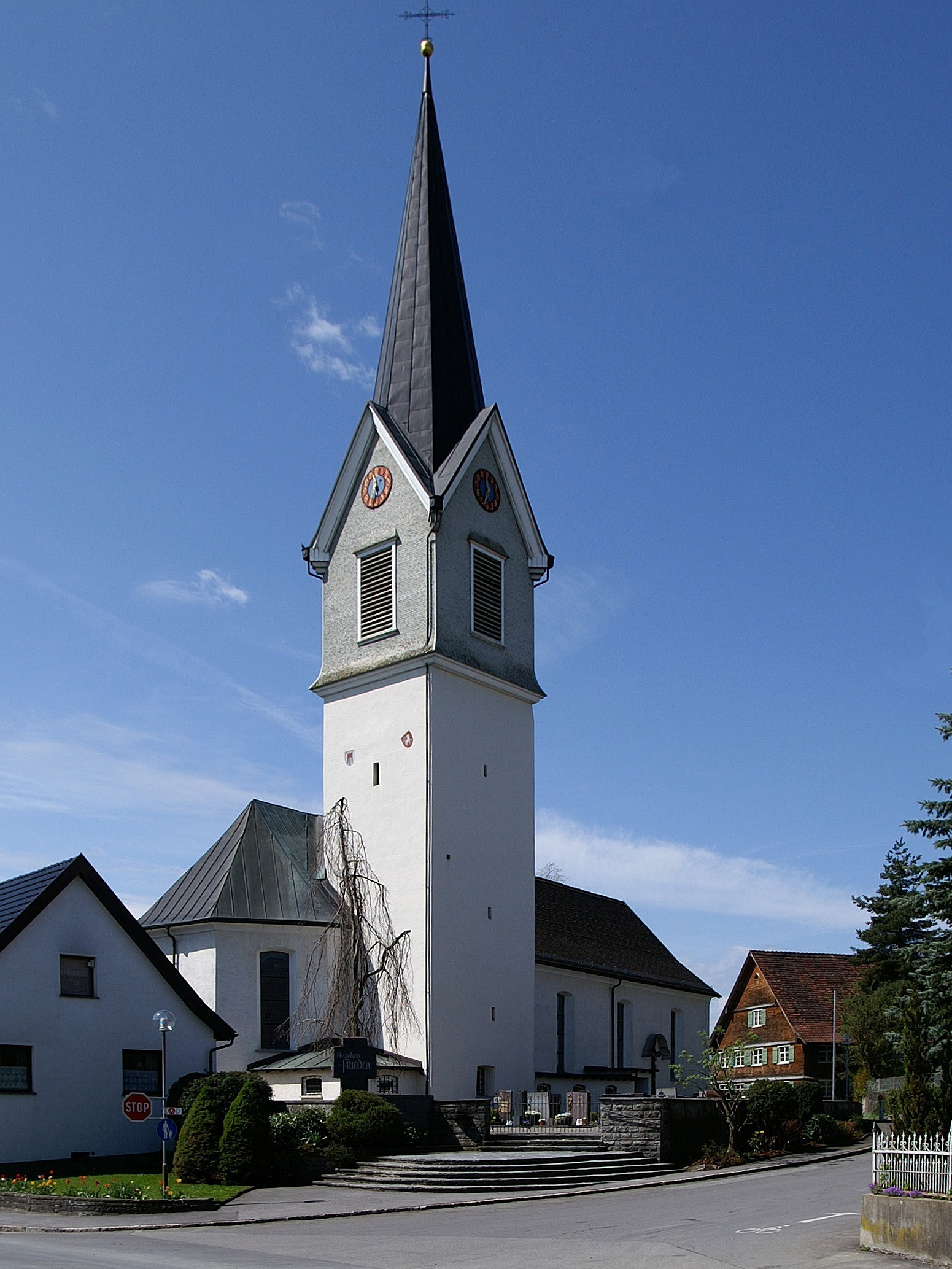
Katholische Pfarrkirche hl. Georg in Hohenweiler

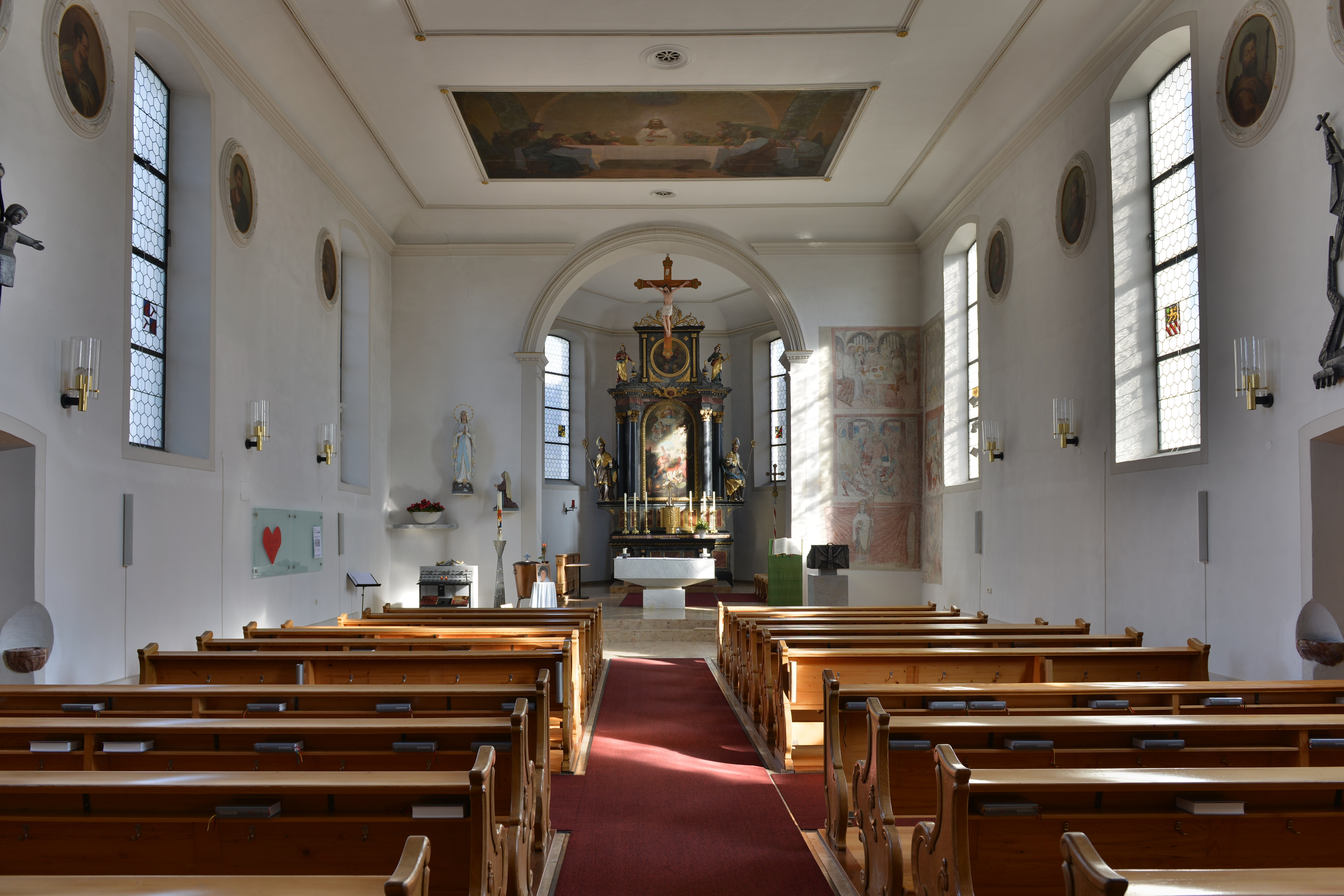
Im Langhaus zum Chor

Die römisch-katholische Pfarrkirche Hohenweiler steht in der Gemeinde Hohenweiler im Bezirk Bregenz in Vorarlberg. Die dem heiligen Georg geweihte Pfarrkirche gehört zum Dekanat Bregenz der Diözese Feldkirch. Die Kirche steht unter Denkmalschutz.

## Geschichte
Die ehemalige Filiale vom nördlich angrenzenden Sigmarszell im heutigen Deutschland wurde 1481 mit einem Neubau der Kirche selbständige Pfarre. Die gotische
Pfarrkirche ist von einem Friedhof umgeben, wurde 1720 und 1859 erweitert und erhielt 1920 einen neuerrichteten Nordturm. 1973/1974 erfolgte eine Restaurierung nach Plänen des Architekten und Bildhauer Willi Buck.

## Architektur
Das Langhaus ohne plastische Gliederung mit zwei Seitenportalen im Norden und Süden und der eingezogene Chor stehen unter einem gemeinsamen Satteldach. Der Nordturm mit Rechteckschallöffnungen trägt einen Giebelspitzhelm. Der Turm zeigt am Untergeschoß die Wappen von Vorarlberg und Brixen. Nördlich am Langhaus und Chor ist ein eingeschoßiger Sakristeianbau. Die Westfront mit einer Pilastergliederung hat Fenster und eine Rosette im Giebelspitz. Das Hauptportal mit kupfergetriebenen Türen von Willi Veith (1964) hat eine Vorhalle mit einem flachen Satteldach.
Der Saalraum unter einer Flachdecke auf einem umlaufenden Gesims mit Hohlkehle hat je Seite vier Flachbogenfenster. Der eingezogene runde Chorbogen ruht auf Wandpilastern mit Eierstab- und Perlleisten. Der eingezogene Chor mit einem Dreiachtelschluss hat eine Flachdecke über einer Hohlkehle und Gesims mit einer Blattkranzleiste und hat links einen Aufgang in den Turm.
Die Fresken um 1480 am Chorbogen und an der südlichen Langhauswand zeigen links oben die Fußwaschung Christi mit Magdalena, mittig Geißelung, unten hl. Nikolaus, rechts oben Einzug in Jerusalem, mittig Dornenkrönung, unten Grablegung. Die Fresken an der Langhausdecke schuf der Maler Gebhard Fugel, vorne Abendmahl, mittig Christus mit Kindern, rückwärts Anbetung der Hirten und an den Langhauswänden in zwölf Stuckmedaillons die Zwölf Apostel.
An der Westfassade ist ein Priestergrab mit einem Kupferrelief Guter Hirte. An der rechten Chorwand ist ein Epitaph für die Gemahlin Kaspar Schochs 1662. Das Kriegerdenkmal mit einem sterbenden Krieger schuf der Bildhauer Alois Reich.

## Ausstattung
Der Hochaltar mit einem Aufbau mit vier Säulen mit geradem Gebälk und einem flachen Auszug zeigt das Hochaltarbild Auferstandener als Tröster der Sünder mit Magdalena, Petrus, Schächer, Verlorener Sohn, König David, Zöllner vom Maler Matthäus Zehender (1679), am Oberbild die Heilige Dreifaltigkeit, und trägt die Seitenfiguren Konrad und Gebhard um 1720 und die Aufsatzfiguren Agatha und Helena aus dem Anfang des 19. Jahrhunderts.
Den Volksaltar, Ambo, Taufstein, Osterleuchter, Kreuzweg und die Figuren Georg und Maria mit Kind schuf Willi Buck.
Die Orgel bauten die Gebrüder Mayer (1974). Die Glocken wurden 1949 gegossen.